# Илия Булашев
Илия Булашев е бивш български футболист, централен нападател.
Играл е за Шипченски сокол (1927-1933, 1934 - 1938, 1941), АС-23 (1933 -34) и Владислав (Варна) (1938 – 1940). Шампион и носител на купата на страната през 1932 с Шипченски сокол, вицешампион през 1931 и 1933 с Шипченски сокол и през 1939 с Владислав, трети през 1929 г. с Шипченски сокол. Има 2 мача за „А“ националния отбор и 1 мач и 1 гол за „Б“ националния тим.